# Walkerville (Montana)
Walkerville é uma cidade  localizada no estado americano de Montana, no Condado de Silver Bow.

## Demografia
Segundo o censo americano de 2000, a sua população era de 714 habitantes.
Em 2006, foi estimada uma população de 691, um decréscimo de 23 (-3.2%).

## Geografia
De acordo com o United States Census Bureau tem uma área de 5,7 km², dos quais 5,7 km² cobertos por terra e 0,0 km² cobertos por água.

## Localidades na vizinhança
O diagrama seguinte representa as localidades num raio de 40 km ao redor de Walkerville.